# باغ‌وحش اسلام‌آباد
باغ‌وحش اسلام‌آباد (اردو: اسلام‌آباد چڑیا گهر)، سابقاً با نام باغ‌وحش مرغزار، باغ‌وحشی به مساحت ۸۲-جریب-فرنگی (۳۳-هکتار) واقع‌در ناحیه پایتختی اسلام‌آباد بود که در سال ۱۹۷۸ افتتاح شد، و قبل از بسته شدن آن در دسامبر ۲۰۲۰ به دلیل بدرفتاری با حیوانات، تحت مدیریت اداره توسعه سرمایه پاکستان بود.
در ماه مه ۲۰۲۰ دادگاه عالی حکم انتقال مدیریت باغ‌وحش به هیئت مدیریت حیات‌وحش اسلام‌آباد و انتقال تمام حیوانات به پناهگاه‌ها را صادر کرد. هیئت مدیره در ژوئن ۲۰۲۱ کنترل اداری آن مجموعه را در دست گرفت. نوسازی باغ‌وحش به عنوان یک مرکز حفاظتی در حال برنامه‌ریزی است.

## رخدادها
در سپتامبر ۲۰۱۶، فیل آسیایی ۳۲ ساله‌ای به نام کاوَن، به دلیل زنجیر شدن در دو دهه گذشته، از نظر روانی بیمار شد. این غفلت توجه بین‌المللی را به خود جلب کرد و هشتگ #SaveKavaan را در رسانه‌های اجتماعی به‌راه انداخت. در نتیجه مسئولان باغ‌وحش تصمیم گرفتند کاوَن را به زادگاهش، کامبوج بفرستند. در ژوئیه ۲۰۱۷، چهار توله شیر به دلیل اشتباه نگهبانان در شیردهی به آنها، جان خود را از دست دادند. بعدها در سال ۲۰۱۷ یک شترمرغ نر به دلیل سهل‌انگاری کارکنان باغ وحش درگذشت. در اوت ۲۰۱۸، شش آهو توسط یک گرگ در قسمتی از باغ‌وحش شکار شد. باغ‌وحش همچنین به دلیل کیفیت ناکافی یا بد غذا، قفس‌های کوچک، و ضعف در نگهداری از حیوانات مورد انتقاد قرار گرفت.
در پی کمپین چهار ساله خواننده محبوب پاپ، شر، که از سال ۲۰۱۶ که خواستار آزادی کاوَن از باغ‌وحش اسلام‌آباد شده بود، در ۲۱ مه ۲۰۲۰ دادگاه عالی اسلام‌آباد دستور داد که این فیل آسیایی باید فوراً به پناهگاه دیگری منتقل شود. در ۱ دسامبر ۲۰۲۰، کاوَن به یک پناهگاه حیات‌وحش در کامبوج فرستاده‌شد.
در ماه مه ۲۰۲۰ حکم تعطیلی باغ‌وحش به دستور دادگاه صادر شد.